# Stenacron pallidum
Stenacron pallidum är en dagsländeart som först beskrevs av Jay R. Traver 1933.  Stenacron pallidum ingår i släktet Stenacron och familjen forsdagsländor. Inga underarter finns listade i Catalogue of Life.